# Xã Walnut, Quận Polk, Iowa
Xã Walnut (tiếng Anh: Walnut Township) là một xã thuộc quận Polk, tiểu bang Iowa, Hoa Kỳ. Năm 2010, dân số của xã này là 66.174 người.